# Miramont-de-Quercy
Pour les articles homonymes, voir Miramont.
Miramont-de-Quercy est une commune française située dans le nord-ouest du département de Tarn-et-Garonne, en région Occitanie.
Sur le plan historique et culturel, la commune est dans le Quercy Blanc, correspondant à la partie méridionale du Quercy, devant son nom à ses calcaires lacustres du Tertiaire.
Exposée à un climat océanique altéré, elle est drainée par la Barguelonne, la Séoune, la Petite Barguelonne et par divers autres petits cours d'eau. La commune possède un patrimoine naturel remarquable composé de deux zones naturelles d'intérêt écologique, faunistique et floristique.
Miramont-de-Quercy est une commune rurale qui compte 307 habitants en 2022, après avoir connu un pic de population de 894 habitants en 1846.  Ses habitants sont appelés les Miramontains ou  Miramontaines.

## Géographie

### Localisation
Commune située dans le Quercy et plus précisément dans le Quercy Blanc, dans la vallée de la Barguelonnette.

### Communes limitrophes
Les communes limitrophes sont Fauroux, Montagudet, Montbarla, Montesquieu, Saint-Nazaire-de-Valentane et Touffailles.
| Fauroux                    | Touffailles        |            |
| Saint-Nazaire-de-Valentane | Miramont-de-Quercy | Montagudet |
|                            | Montesquieu        | Montbarla  |

### Hydrographie

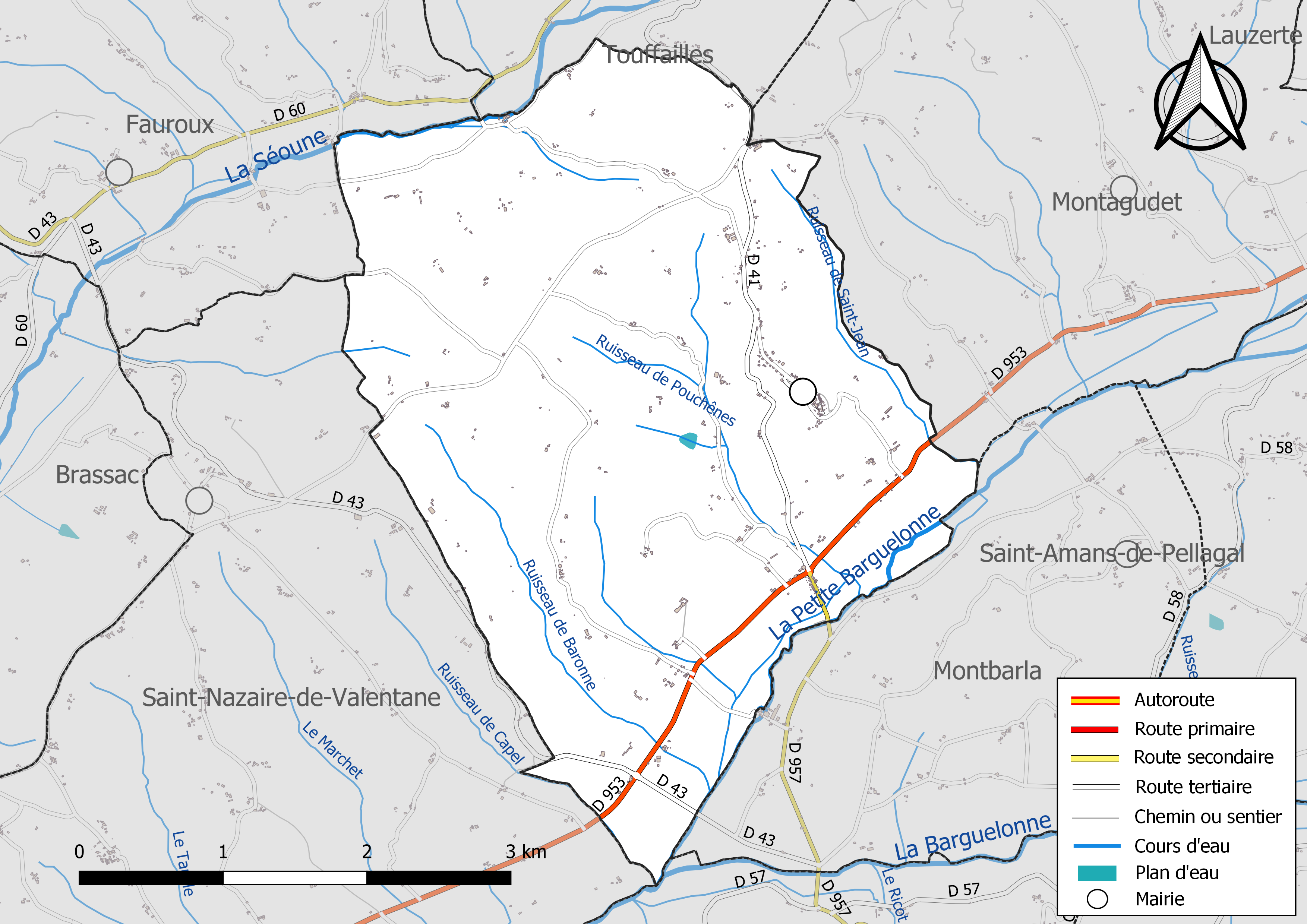
Réseaux hydrographique et routier de Miramont-de-Quercy.

La commune est dans le bassin versant de la Garonne, au sein du bassin hydrographique Adour-Garonne. Elle est drainée par la Barguelonne, la Séoune, la Petite Barguelonne, un bras de la Petite Barguelonne, un bras de la Petite Barguelonne, un bras de la Séoune, le ruisseau de Baronne, le ruisseau de Bordemoulis, le ruisseau de Capel, le ruisseau de Pouchênes, le ruisseau de Saint-Jean et par divers petits cours d'eau, constituant un réseau hydrographique de 19 km de longueur totale,.
La Barguelonne, d'une longueur totale de 61,1 km, prend sa source dans la commune de Lhospitalet et s'écoule du nord-est au sud-ouest. Elle traverse la commune et se jette dans le canal de Golfech à Lamagistère, après avoir traversé 24 communes.
La Séoune, d'une longueur totale de 64,9 km, prend sa source dans la commune de Sauzet et s'écoule du nord-est au sud-ouest. Elle traverse la commune et se jette dans la Garonne à Sauveterre-Saint-Denis, après avoir traversé 24 communes.
La Petite Barguelonne, d'une longueur totale de 35,1 km, prend sa source dans la commune de Villesèque et s'écoule du nord-est au sud-ouest. Elle traverse la commune et se jette dans la Barguelonne à Montesquieu, après avoir traversé 11 communes.

### Climat
Pour des articles plus généraux, voir Climat de l'Occitanie et Climat de Tarn-et-Garonne.
En 2010, le climat de la commune est de type climat du Bassin du Sud-Ouest, selon une étude du Centre national de la recherche scientifique s'appuyant sur une série de données couvrant la période 1971-2000. En 2020, Météo-France publie une typologie des climats de la France métropolitaine dans laquelle la commune est exposée à un climat océanique altéré et est dans la région climatique Aquitaine, Gascogne, caractérisée par une pluviométrie abondante au printemps, modérée en automne, un faible ensoleillement au printemps, un été chaud (19,5 °C), des vents faibles, des brouillards fréquents en automne et en hiver et des orages fréquents en été (15 à 20 jours).
Pour la période 1971-2000, la température annuelle moyenne est de 13,4 °C, avec une amplitude thermique annuelle de 15,6 °C. Le cumul annuel moyen de précipitations est de 821 mm, avec 10,9 jours de précipitations en janvier et 6,4 jours en juillet. Pour la période 1991-2020, la température moyenne annuelle observée sur la station météorologique de Météo-France la plus proche, « Lauzerte », sur la commune de Lauzerte à 6 km à vol d'oiseau, est de 13,6 °C et le cumul annuel moyen de précipitations est de 684,3 mm. 
La température maximale relevée sur cette station est de 41,1 °C, atteinte le 24 août 2023 ; la température minimale est de −12,3 °C, atteinte le 9 février 2012,,.
Les paramètres climatiques de la commune ont été estimés pour le milieu du siècle (2041-2070) selon différents scénarios d'émission de gaz à effet de serre à partir des nouvelles projections climatiques de référence DRIAS-2020. Ils sont consultables sur un site dédié publié par Météo-France en novembre 2022.

### Milieux naturels et biodiversité

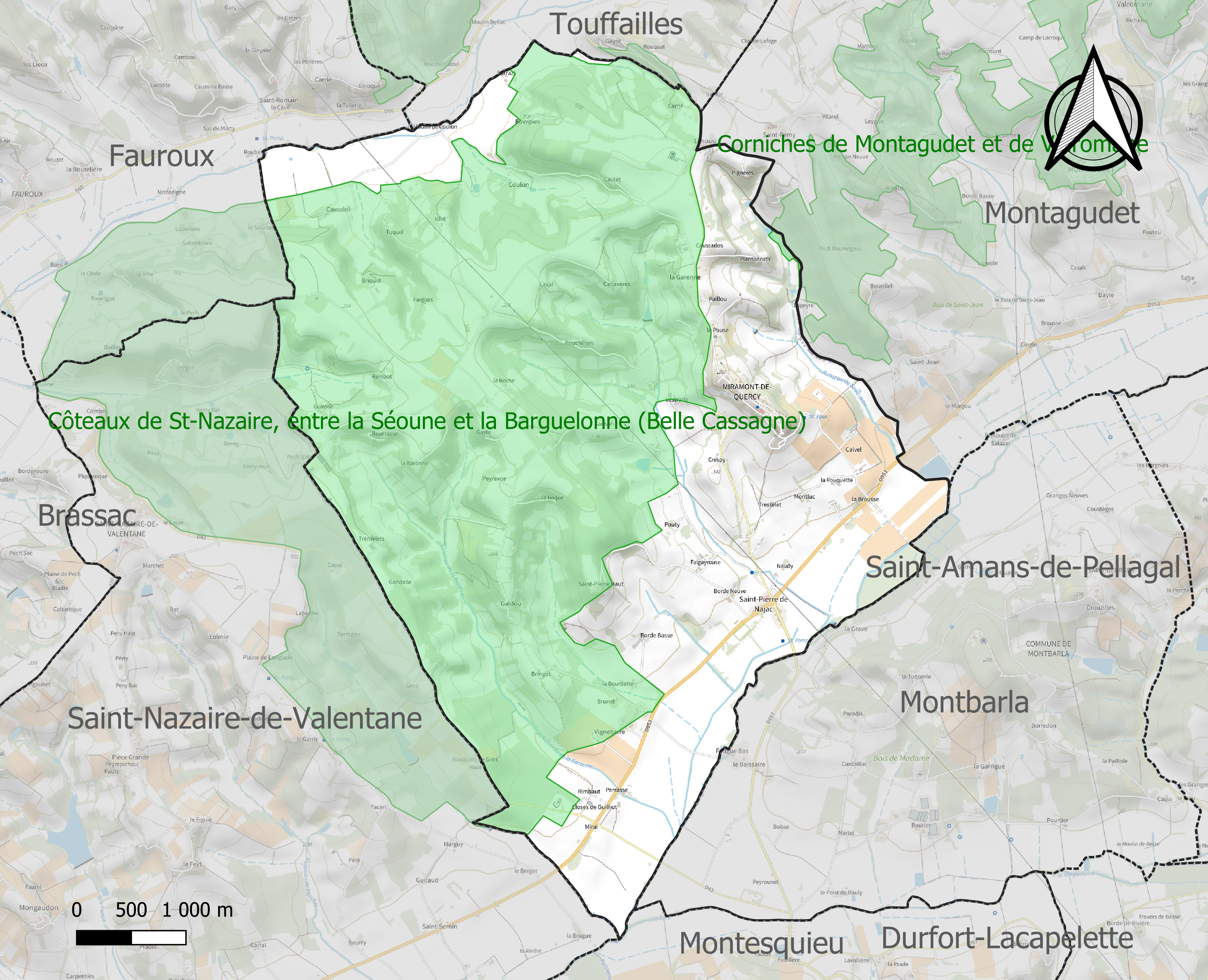
Carte des ZNIEFF de type 1 localisées sur la commune.

L’inventaire des zones naturelles d'intérêt écologique, faunistique et floristique (ZNIEFF) a pour objectif de réaliser une couverture des zones les plus intéressantes sur le plan écologique, essentiellement dans la perspective d’améliorer la connaissance du patrimoine naturel national et de fournir aux différents décideurs un outil d’aide à la prise en compte de l’environnement dans l’aménagement du territoire.
Deux ZNIEFF de type 1 sont recensées sur la commune :
les « corniches de Montagudet et de Valromane » (291 ha), couvrant 3 communes du département, et 
les « coteaux de St-Nazaire, entre la Séoune et la Barguelonne (Belle Cassagne) » (1 337 ha), couvrant 4 communes du département.

## Urbanisme

### Typologie
Au 1er janvier 2024, Miramont-de-Quercy est catégorisée commune rurale à habitat très dispersé, selon la nouvelle grille communale de densité à sept niveaux définie par l'Insee en 2022.
Elle est située hors unité urbaine et hors attraction des villes,.

### Occupation des sols
L'occupation des sols de la commune, telle qu'elle ressort de la base de données européenne d’occupation biophysique des sols Corine Land Cover (CLC), est marquée par l'importance des territoires agricoles (90,3 % en 2018), en augmentation par rapport à 1990 (87,1 %). La répartition détaillée en 2018 est la suivante : 
zones agricoles hétérogènes (56,5 %), terres arables (25,3 %), forêts (9,7 %), prairies (8,5 %). L'évolution de l’occupation des sols de la commune et de ses infrastructures peut être observée sur les différentes représentations cartographiques du territoire : la carte de Cassini (XVIIIe siècle), la carte d'état-major (1820-1866) et les cartes ou photos aériennes de l'IGN pour la période actuelle (1950 à aujourd'hui).

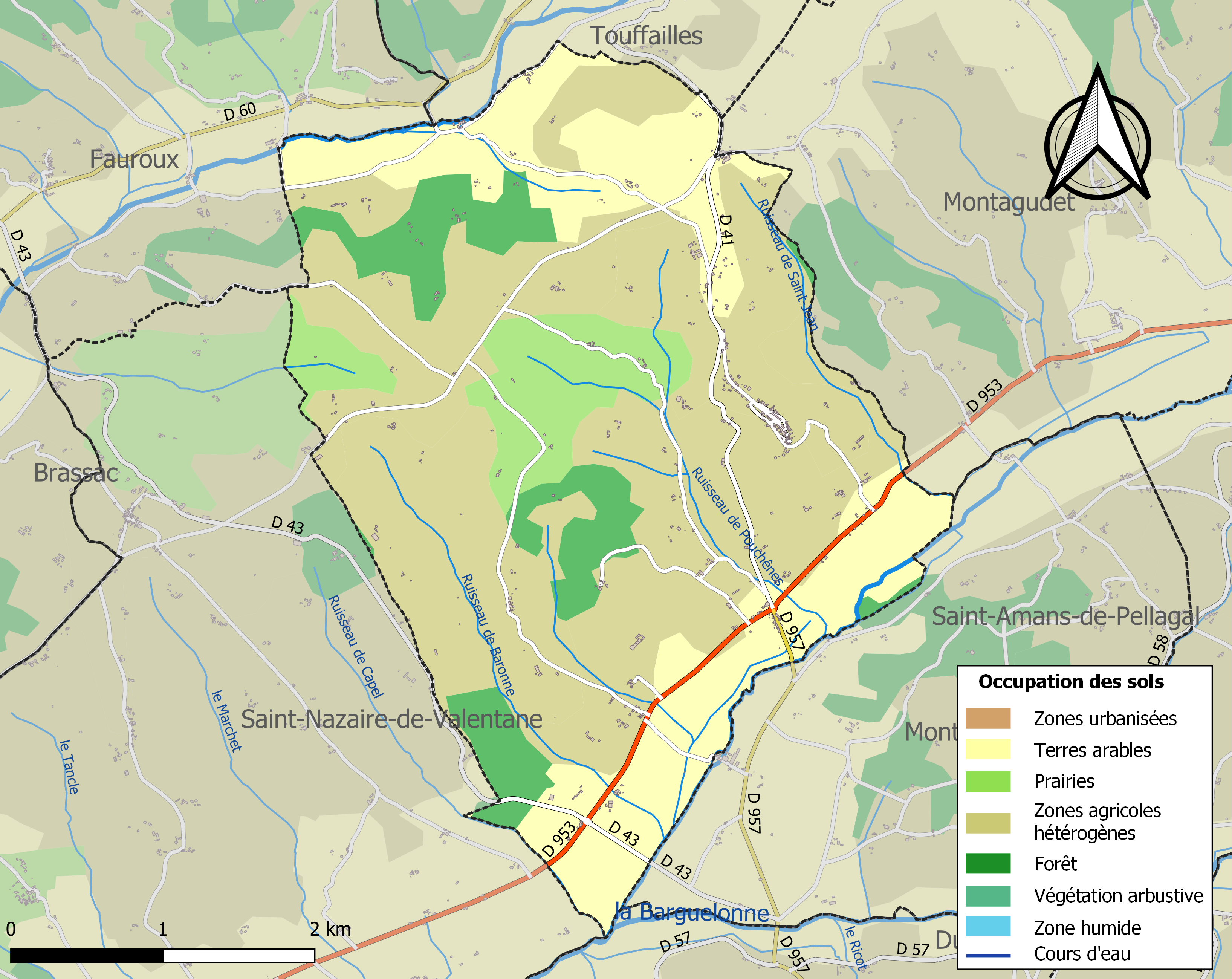
Carte des infrastructures et de l'occupation des sols de la commune en 2018 (CLC).

### Risques majeurs
Le territoire de la commune de Miramont-de-Quercy est vulnérable à différents aléas naturels : météorologiques (tempête, orage, neige, grand froid, canicule ou sécheresse), inondations, mouvements de terrains et séisme (sismicité très faible). Il est également exposé à deux risques technologiques,  le transport de matières dangereuses et le risque nucléaire. Un site publié par le BRGM permet d'évaluer simplement et rapidement les risques d'un bien localisé soit par son adresse soit par le numéro de sa parcelle.

#### Risques naturels
Certaines parties du territoire communal sont susceptibles d’être affectées par le risque d’inondation par débordement de cours d'eau, notamment la Barguelonne, la Séoune et la Petite Barguelonne. La cartographie des zones inondables en ex-Midi-Pyrénées réalisée dans le cadre du XIe Contrat de plan État-région, visant à informer les citoyens et les décideurs sur le risque d’inondation, est accessible sur le site de la DREAL Occitanie. La commune a été reconnue en état de catastrophe naturelle au titre des dommages causés par les inondations et coulées de boue survenues en 1982, 1992, 1996, 1999 et 2007,.
Miramont-de-Quercy est exposée au risque de feu de forêt. Le département de Tarn-et-Garonne présentant toutefois globalement un niveau d’aléa moyen à faible très localisé, aucun Plan départemental de protection des forêts contre les risques d’incendie de forêt (PFCIF) n'a été élaboré. Le débroussaillement aux abords des maisons constitue l’une des meilleures protections pour les particuliers contre le feu,.

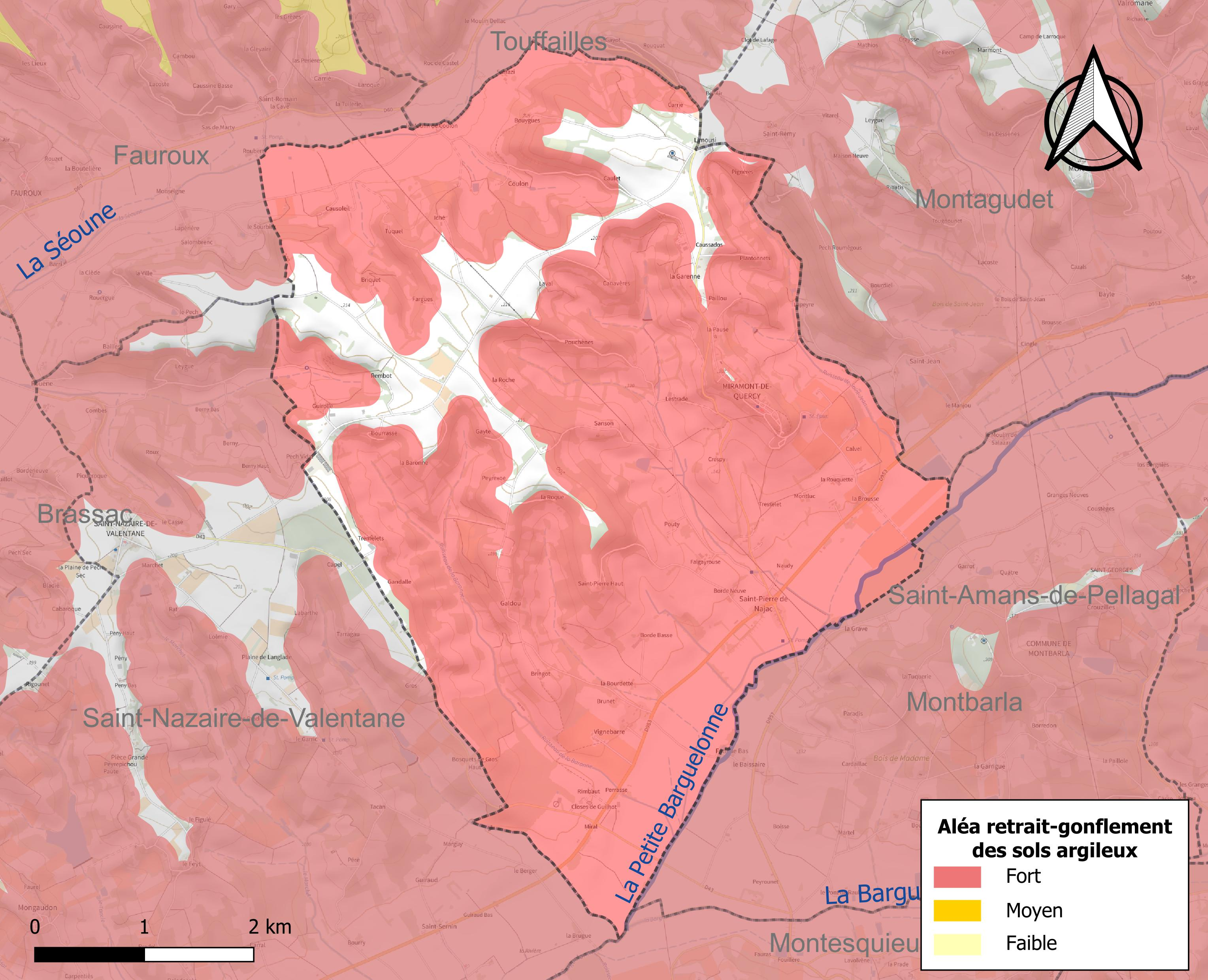
Carte des zones d'aléa retrait-gonflement des sols argileux de Miramont-de-Quercy.

Les mouvements de terrains susceptibles de se produire sur la commune sont des tassements différentiels.
Le retrait-gonflement des sols argileux est susceptible d'engendrer des dommages importants aux bâtiments en cas d’alternance de périodes de sécheresse et de pluie. 86,6 % de la superficie communale est en aléa moyen ou fort (92 % au niveau départemental et 48,5 % au niveau national). Sur les 215 bâtiments dénombrés sur la commune en 2019, 192 sont en aléa moyen ou fort, soit 89 %, à comparer aux 96 % au niveau départemental et 54 % au niveau national. Une cartographie de l'exposition du territoire national au retrait gonflement des sols argileux est disponible sur le site du BRGM,.
Par ailleurs, afin de mieux appréhender le risque d’affaissement de terrain, l'inventaire national des cavités souterraines permet de localiser celles situées sur la commune.
Concernant les mouvements de terrains, la commune a été reconnue en état de catastrophe naturelle au titre des dommages causés par la sécheresse en 1989, 1991, 1992, 1996, 2003, 2009 et 2012 et par des mouvements de terrain en 1999.

#### Risques technologiques
Le risque de transport de matières dangereuses sur la commune est lié à sa traversée par des infrastructures routières ou ferroviaires importantes ou la présence d'une canalisation de transport d'hydrocarbures. Un accident se produisant sur de telles infrastructures est susceptible d’avoir des effets graves sur les biens, les personnes ou l'environnement, selon la nature du matériau transporté. Des dispositions d’urbanisme peuvent être préconisées en conséquence.
En cas d’accident grave, certaines installations nucléaires sont susceptibles de rejeter dans l’atmosphère de l’iode radioactif. La commune étant située dans le périmètre de sûreté de 20 km autour de la centrale nucléaire de Golfech, elle est exposée au risque nucléaire. En cas d'accident nucléaire, une alerte est donnée par différents médias (sirène, sms, radio, véhicules). Dès l'alerte, les personnes habitant dans le périmètre de 2 km se mettent à l'abri. Les personnes habitant dans le périmètre de 20 km peuvent être amenées, sur ordre du préfet, à évacuer et ingérer des comprimés d'iode,,.

## Toponymie
Le nom de la localité est attesté sous la forme Miromonte en 1249[réf. non conforme].
Miramont : « Le premier élément du nom est une forme conjuguée du verbe occitan mirar, issu du latin mirare qui signifiait « voir avec admiration, avec étonnement, admirer ». Le deuxième élément, le latin montem a donné "mont" en occitan. Ce mot désigne une petite dénivellation. Le toponyme du nom fait allusion à une « hauteur que l'on distingue de loin » et permet de prévoir les attaques en cas de danger ».
Quercy : ce terme est issu du latin cardurcinum, adjectif dérivé du nom du peuple qui habitait la région à l'époque de César. Devenu Carcin en occitan transcrit en Quercy.

## Politique et administration
| Période                                  | Période                | Identité             | Étiquette | Qualité                                                  |
| ---------------------------------------- | ---------------------- | -------------------- | --------- | -------------------------------------------------------- |
| septembre 1965                           | mars 1983              | Marcel Roques        |           |                                                          |
| mars 1983                                | mars 2014              | Alain Lacombe        | DVG       | Conseiller général du Canton de Bourg-de-Visa(2008-2015) |
| mars 2014                                | mai 2020               | Étienne Rozes        |           |                                                          |
| mai 2020                                 | avril 2024 (démission) | José Rivière         |           |                                                          |
| juin 2024                                | En cours               | Jean-Claude Castanié |           |                                                          |
| Les données manquantes sont à compléter. |                        |                      |           |                                                          |

En 2007, Alain Lacombe a parrainé Frédéric Nihous.

## Démographie
L'évolution du nombre d'habitants est connue à travers les recensements de la population effectués dans la commune depuis 1793. Pour les communes de moins de 10 000 habitants, une enquête de recensement portant sur toute la population est réalisée tous les cinq ans, les populations de référence des années intermédiaires étant quant à elles estimées par interpolation ou extrapolation. Pour la commune, le premier recensement exhaustif entrant dans le cadre du nouveau dispositif a été réalisé en 2008.

En 2022, la commune comptait 307 habitants, en évolution de −6,97 % par rapport à 2016 (Tarn-et-Garonne : +3,12 %, France hors Mayotte : +2,11 %).
| 1793 | 1800 | 1806 | 1821 | 1831 | 1836 | 1841 | 1846 | 1851 |
| ---- | ---- | ---- | ---- | ---- | ---- | ---- | ---- | ---- |
| 670  | 743  | 630  | 804  | 849  | 875  | 852  | 894  | 832  |

| 1856 | 1861 | 1866 | 1872 | 1876 | 1881 | 1886 | 1891 | 1896 |
| ---- | ---- | ---- | ---- | ---- | ---- | ---- | ---- | ---- |
| 800  | 763  | 753  | 695  | 686  | 659  | 616  | 618  | 628  |

| 1901 | 1906 | 1911 | 1921 | 1926 | 1931 | 1936 | 1946 | 1954 |
| ---- | ---- | ---- | ---- | ---- | ---- | ---- | ---- | ---- |
| 559  | 542  | 521  | 462  | 463  | 513  | 507  | 458  | 466  |

| 1962 | 1968 | 1975 | 1982 | 1990 | 1999 | 2006 | 2008 | 2013 |
| ---- | ---- | ---- | ---- | ---- | ---- | ---- | ---- | ---- |
| 407  | 384  | 334  | 287  | 290  | 339  | 338  | 340  | 340  |

| 2018 | 2022 | - | - | - | - | - | - | - |
| ---- | ---- | - | - | - | - | - | - | - |
| 317  | 307  | - | - | - | - | - | - | - |

## Économie

### Revenus
En 2018, la commune compte 138 ménages fiscaux, regroupant 310 personnes. La médiane du revenu disponible par unité de consommation est de 18 830 € (20 140 € dans le département).

### Emploi
|                | 2008  | 2013   | 2018   |
| -------------- | ----- | ------ | ------ |
| Commune        | 8,2 % | 10,9 % | 13,9 % |
| Département    | 8,4 % | 10,2 % | 10,3 % |
| France entière | 8,3 % | 10 %   | 10 %   |

En 2018, la population âgée de 15 à 64 ans s'élève à 201 personnes, parmi lesquelles on compte 76,6 % d'actifs (62,7 % ayant un emploi et 13,9 % de chômeurs) et 23,4 % d'inactifs,. En  2018, le taux de chômage communal (au sens du recensement) des 15-64 ans est supérieur à celui du département et de la France, alors qu'en 2008 la situation était inverse.
La commune est hors attraction des villes,. Elle compte 49 emplois en 2018, contre 58 en 2013 et 49 en 2008. Le nombre d'actifs ayant un emploi résidant dans la commune est de 127, soit un indicateur de concentration d'emploi de 38,8 % et un taux d'activité parmi les 15 ans ou plus de 57,8 %.
Sur ces 127 actifs de 15 ans ou plus ayant un emploi, 31 travaillent dans la commune, soit 24 % des habitants. Pour se rendre au travail, 87,4 % des habitants utilisent un véhicule personnel ou de fonction à quatre roues, 2,4 % les transports en commun, 4,7 % s'y rendent en deux-roues, à vélo ou à pied et 5,5 % n'ont pas besoin de transport (travail au domicile).

### Activités hors agriculture
26 établissements sont implantés  à Miramont-de-Quercy au 31 décembre 2019.
Le secteur du commerce de gros et de détail, des transports, de l'hébergement et de la restauration est prépondérant sur la commune puisqu'il représente 30,8 % du nombre total d'établissements de la commune (8 sur les 26 entreprises implantées  à Miramont-de-Quercy), contre 29,7 % au niveau départemental.

### Agriculture
La commune est dans le « Bas-Quercy de Montpezat », une petite région agricole couvrant une bande nord  du département de Tarn-et-Garonne. En 2020, l'orientation technico-économique de l'agriculture  sur la commune est la polyculture et/ou le polyélevage. 
|               | 1988 | 2000 | 2010 | 2020 |
| ------------- | ---- | ---- | ---- | ---- |
| Exploitations | 34   | 29   | 23   | 17   |
| SAU (ha)      | 754  | 831  | 874  | 842  |

Le nombre d'exploitations agricoles en activité et ayant leur siège dans la commune est passé de 34 lors du recensement agricole de 1988  à 29 en 2000 puis à 23 en 2010 et enfin à 17 en 2020, soit une baisse de 50 % en 32 ans. Le même mouvement est observé à l'échelle du département qui a perdu pendant cette période 57 % de ses exploitations,. La surface agricole utilisée sur la commune a quant à elle augmenté, passant de 754 ha en 1988 à 842 ha en 2020. Parallèlement la surface agricole utilisée moyenne par exploitation a augmenté, passant de 22 à 50 ha.

## Culture locale et patrimoine

### Lieux et monuments
- L'église paroissiale Saint-Pierre de Saint-Pierre-de-Najac. L'édifice est référencé dans la base Mérimée et à l'Inventaire général Région Occitanie[39]. Plusieurs objets sont référencés dans la base Palissy[40].

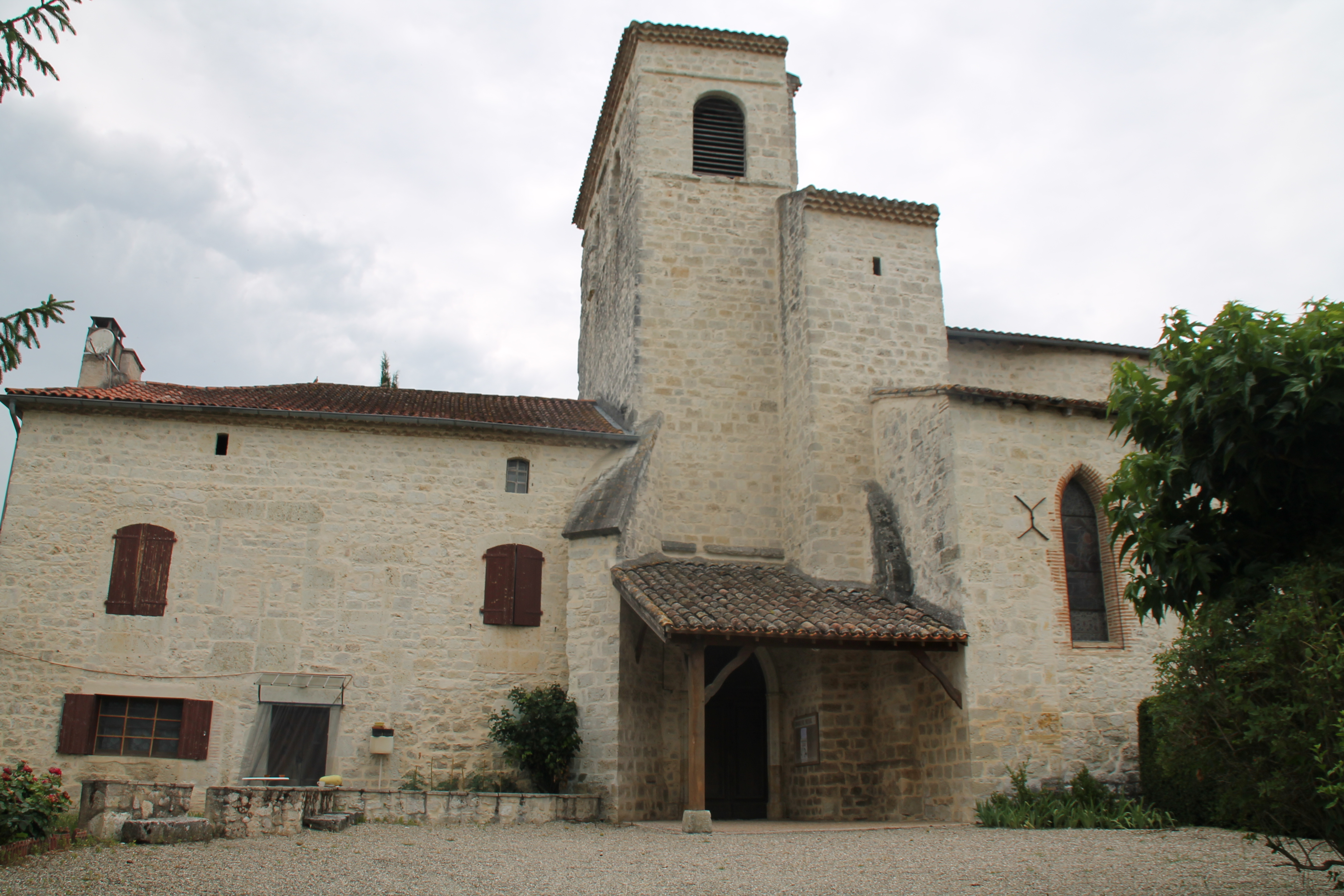
Église Saint-Pierre de Miramont-de-Quercy de Saint-Pierre-de-Najac

- L'église de la Nativité, sanctuaire Notre-Dame-de-Belle-Cassagne de Miramont-de-Quercy.

### Personnalités liées à la commune
- Jean Izoulet[41]

### Héraldique
| Blason de Miramont-de-Quercy | Blason  | Coupé voûté : au 1er de gueules à deux clés passées en sautoir, adextrées d'une croix cléchée, pommetée de douze pièces et vidée et senestrées d'une fleur de lys, le tout d'or, au 2d de sinople à la halle du lieu soutenue d'une jumelle ondée, le tout d'argent. |
| Blason de Miramont-de-Quercy | Détails | Le statut officiel du blason reste à déterminer. |

## Pour approfondir